# Füsti Molnár Éva
Füsti Molnár Éva (Budapest, 1953. augusztus 7. –) Jászai Mari-díjas (1997) magyar színésznő, pedagógus, rendező, a Pécsi Nemzeti Színház örökös tagja.

## Életpályája
1977–1980 között a Színház- és Filmművészeti Főiskola hallgatója volt. 1980–1982 között, illetve 1985 óta a Pécsi Nemzeti Színház tagja. 1982–1985 között a Rock Színházban lépett fel. 1985–1999 között a Pécsi Művészeti Szakközépiskolában színészetet oktatott. 1995-ben megalapította a Füsti-Molnár Színi Stúdiót.

## Színházi szerepei
- Szabó Magda: Régimódi történet
- Brecht: Mahagonny tündöklése és bukása
- Dóczy Lajos: Csók
- Feydeau: Ne mászkálj meztelenül... Clarisse
- Kern: Komédiások hajója... Julia
- Christie: Tíz kicsi néger... Vera
- Kander-Ebb: Chicago... Roxie Hart
- Herczeg Ferenc: Bizánc... Herma
- Miklós Tibor: Sztárcsinálók... Poppea; Locusta
- Jacobi Viktor: Leányvásár... Bessy
- Fo: A hetedik (A VII. parancsolat: Ne lopj - annyit!)... Attila
- Brecht: Dobok és trombiták... Maggie
- Bernstein: West Side Story... Maria
- Molière: Mizantróp... Célimene
- Várkonyi Mátyás: Üvöltés... Szerető
- Szüle Mihály: Egy bolond százat csinál... Elly
- Kemény-Kocsák: A krónikás... Mikál hercegnő; Varázslónő
- Lloyd Webber: Evita... Lány
- Várkonyi Mátyás: A bábjátékos... Cinella; Királynő
- MacDermot: Hair... Jeanie
- Kálmán Imre: A bajadér... Marietta
- Russell: Vértestvérek... Linda
- Bond: Kinn vagyunk a vízből... Pam
- Dunn: Gőzben... Jane
- Schwajda György: Mari... Mari
- Vitrac: Viktor, avagy A gyerekuralom... Eszter
- William Shakespeare: A velencei kalmár... Jessica
- Storey: Anyánk napja... Edna
- Aymé: Gróf Clérambard... Pöttyös
- Karinthy Ferenc: Dunakanyar... Nő
- Maugham: Imádok férjhez menni... Victoria
- Kesey: Kakukkfészek... Candy
- Turgenyev: Apák és fiúk... Kuksina
- Schwartz: Godspell avagy Isteni játék... Sonia
- Örkény István: Forgatókönyv... Misi
- Ayckbourn: Az ejnye-bejnye kórus... Linda
- Szép Ernő: Vőlegény... Mariska
- Williams: A tetovált rózsa... Bessie
- Camus: A félreértés... Márta
- McNally: The Rink... Angel
- Maugham: Csodálatos vagy, Júlia!... Dolly
- Henley: A szív bűnei... Meg
- Durang: A fürdővízzel együtt... Dada
- Füst Milán: Boldogtalanok... Rózsi
- Misima: Sade márkiné... Renée
- Kárpáti Péter: Akárki... Emma
- Grimm-Vichta: Rigócsőr királyfi... Színésznő
- Leigh: La Mancha lovagja... Aldonza
- Németh Ákos: Müller táncosai... Kass Edit
- Csehov: Platonov... Anna
- Kander-Ebb: Kabaré... Schneider kisasszony
- Molnár Ferenc: Az üvegcipő... Adél
- Bulgakov: Képmutatók cselszövése... Madeleine Bejart
- Bock: Hegedűs a háztetőn... Golde
- Anouilh: Szeret, nem szeret... A grófné
- Molnár Ferenc: A Pál utcai fiúk... Nemecsek anyja
- Kleist: Amphytrion... Charis
- Kusan: Galócza... Ankica Toplák
- Egressy-Dobozy: Villanegra... Anya; Nő; Vevő 2.
- Simon: Yonkersi árvák... Gert
- Miller: Pillantás a hídról... Beatrice
- Jókai Mór: Az aranyember... Teréza
- Betti: Bűntény a kecskeszigeten... Agata
- Gogol: A revizor....Anna Andrejevna
- Szakonyi Károly: Adáshiba... Vanda
- Ziegler: Grace és Gloria
- William Shakespeare: Rómeó és Júlia... Dajka
- Sárosi István: Kolosi csoda... Lenkécske
- Vajda Katalin: Anconai szerelmesek... Agnese
- Csáth Géza: A Janika... Szakácsnő
- Szép Ernő: Patika... Postamesterné
- Gutzkow: Uriel Acosta... Eszter
- Pörtner: Hajmeresztő... Mrs. Schubert
- Molnár Ferenc: Liliom... Muskátné
- Aldridge: Csak kétszer vagy fiatal... Julia
- Dosztojevszkij: Ördögök... Varvara (Petrovna) Sztavrogina
- Zágon-Nóti: Hyppolit, a lakáj... Aranka
- Csehov: Ivanov... Babakina
- Miller: Istenítélet... Rebecca Nurse
- Parti Nagy Lajos: Ibusár - Megállóhely... Sárbogárdi Jolán
- Vinterberg-Rukov-Hansen: Az ünnep... Else
- William Shakespeare: III. Richárd... Margit
- Magnier: Oscar... Charlotte
- Molnár Ferenc: A testőr... A mama
- Cooney-Chapman: Duplafoglalás... Miss Cook

## Színházi rendezései
- Wharton: Madárka
- Townsend: A 13 és 3/4 éves Adrian Mole titkos naplója
- Csehov: A medve
- Ziegler: Grace és Gloria (2003)
- Petőfi Sándor: A Szentek kútja – A helység kalapácsa (2004)
- Sirera: Színház és méreg – Színésznők (2006)

## Filmjei
Mint színész
- Petőfi (1977; tévésorozat)
- Képviselő úr (1979; tévéfilm)
- Rafinált bűnösök (1984; tévéfilm)[3]
- Vörös vurstli (1988)[4]
- Kisváros (1997; tévésorozat) – Margitka (2 részben)
- Ámbár tanár úr (1998)
- Külön falka (2020) – Nagymama

Szinkronszínészként
- A Pincérfrakk utcai cicák (1984) – Lady Ella; Kismadár (hang)
- Macskafogó (1986) – Stewardess (hang)
- Trombi és a Tűzmanó (1988-1990) – Viktor (hang)

## Szinkronszerepei
| Év   | Cím               | Szereplő        | Színész              | Szinkron év |
| ---- | ----------------- | --------------- | -------------------- | ----------- |
| 1976 | Police Python 357 | Sylvia Leopardi | Stefania Sandrelli   | 1986        |
| 1977 | Elcsábíthatók     | Vicki Bauerlein | Simone von Zglinicki | 1979        |

## Díjai, elismerései
- A színházi találkozó díja (1994)
- Déryné-díj (1995)
- Jászai Mari-díj (1997)
- Szendrő-díj (2004)
- A Pécsi Nemzeti Színház örökös tagja (2021)[5]
- Victor Vasarely-díj - Pécs Város Művészeti díja (2023)

## Lásd még
- Civil Közösségek Háza